# Dominical (prenda)
Dominical es una prenda que llevaban las mujeres para asistir a la iglesia.
Un concilio de Auxerre celebrado en 578 manda que las mujeres comulguen con su dominical. Algunos creen que era un velo con que las mujeres se cubrían la cabeza. Hay también parroquias en Picardía y en otras partes en donde las mujeres no entraban jamás en la Iglesia sino con un velo sobre la cabeza. 
Otros creen con más verosimilitud que era un lienzo o pañuelo en el cual se recibía el cuerpo de Cristo y se conservaba en tiempo de las persecuciones para poder comulgar en casa, uso de que habla Tertuliano en su libro ad uxorem. El dominical de que se trata en el concilio de Auxerre podía ser una especie de mantel de comunión que las mujeres llevaban a la Iglesia cuando querían practicar sus devociones.